# Semantična relacija
Semantične relacije

## Hiponimija
Hiponimija (podpomenskost) je semantična relacija, ki nastopa med leksemi v semantičnih mrežah, taksonomijah in tezavrih. Kot hiponim v jezikoslovju označujemo podpomen določenega leskema – gre torej za besedobeseda oziroma frazo katere semantičen pomen je vključen v pomen neke druge besede oziroma fraze.
Primeri hiponimije: »Smreka, jelka, javor in lipa« so hiponimi besede »drevo«. »Jabolko« je hiponim besede »sadje«. »Škrlatna, živo rdeča, temno rdeča in karminsko rdeča« so vsi hiponimi »rdeče barve«.

## Hipernimija
Hiponimiji nasproten odnos je hipernimija (nadpomenskost). Pojem hipernim namreč označuje leksem, ki je v odnosu z drugimi leksemi superioren oziroma nadrejen.
Primer hipernimije: Beseda »vozilo« je hipernim za besede »vlak, avto, voz in letalo«. »Zelenjava« je hipernim besed »korenje, paradižnik, zelje in por«.

## Kohiponimija
Hiponime s skupnim hipernimom imenujemo kohiponimi, torej gre za podpomenke s skupno nadpomenko.
Primer kohiponimije: Labradorec je pes. Jazbečar je pes.  – »Labradorec« in »jazbečar« sta kohiponima s skupnim hipernimom »pes«.

## Tranzitivnost in simetrija semantičnih relacij
Kot semantična relacija je hiponimija tranzitivna, kar pomeni: če je A hiponim od B in je B hiponim od C, potem je A tudi hiponim od C. Primer: Banana je sadje. Sadje je živilo. Banana je živilo.
Hiponimija je tudi asimetrična, kar pomeni: če je A hiponim od B, potem B ne more biti hiponim od A. Primer: Vsak labradorec je pes, a vsak pes ni labradorec.